# Yan Stastny
Yan Pavol Stastny (* 30. September 1982 in Québec City, Québec) ist ein ehemaliger US-amerikanischer Eishockeyspieler slowakischer Herkunft, der im Verlauf seiner aktiven Karriere zwischen 2000 und 2018 unter anderem 91 Spiele für die Edmonton Oilers, Boston Bruins und St. Louis Blues in der National Hockey League (NHL) auf der Position des Centers bestritten hat. Darüber hinaus absolvierte Stastny über 260 weitere Partien für die Nürnberg Ice Tigers und Schwenninger Wild Wings in der Deutschen Eishockey Liga (DEL).

## Karriere
Yan Stastny begann seine Karriere im Sommer 1999 bei den St. Louis Sting in der North American Hockey League (NAHL), wo er ein Jahr spielte. Zur Saison 2000/01 wechselte er in die United States Hockey League (USHL) und verbrachte dort eine Spielzeit bei den Omaha Lancers. Danach ging er auf die University of Notre Dame und spielte für deren Team in der Central Collegiate Hockey Association (CCHA). Nach seinem ersten Jahr wurde er im NHL Entry Draft 2002 in der achten Runde an Position 259 von den Boston Bruins aus der National Hockey League (NHL) ausgewählt.

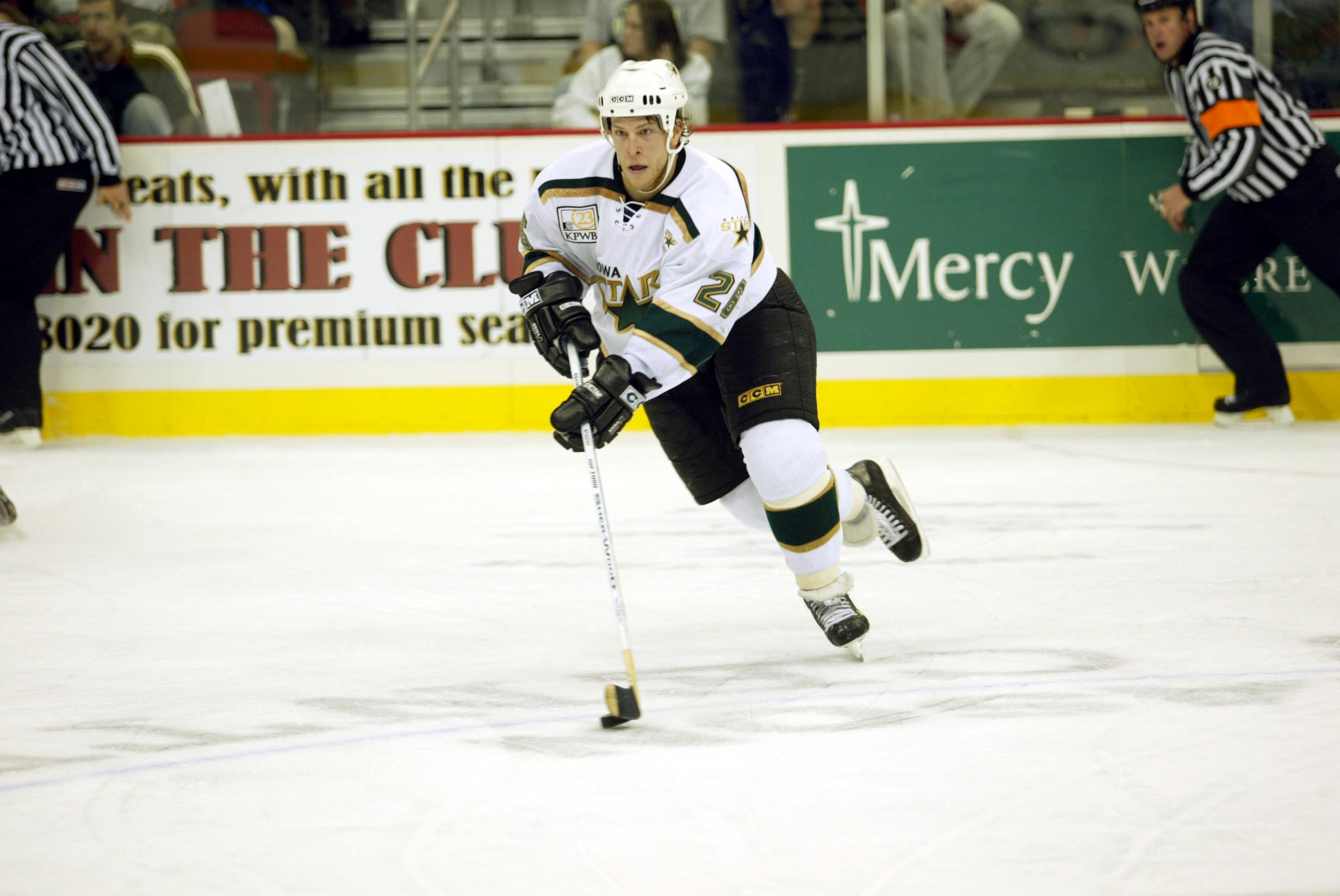
Stastny im Trikot der Iowa Stars (2006)

Nach einer weiteren Saison für Notre Dame wechselte er im Sommer 2003 zu den Nürnberg Ice Tigers in die Deutsche Eishockey Liga (DEL). In seinem ersten Jahr in Deutschland konnte er sich, wie bei seinen bisherigen Karrierestationen, noch nicht als besonders guter Scorer auszeichnen. Seine zweite Saison sollte die bis dahin erfolgreichste in seiner Laufbahn werden, als er 54 Punkte in 51 Spielen erreichte. Insgesamt absolvierte er in der DEL 107 Spiele, in denen er 86 Scorerpunkte erzielte und 159 Strafminuten sammelte. Im Sommer 2005 transferierten die Boston Bruins ihre Rechte an Stastny zu den Edmonton Oilers und er kehrte nach Nordamerika zurück. Er bestritt einen Großteil der Saison 2005/06 bei den Iowa Stars, einem Farmteam von Edmonton, in der American Hockey League (AHL). Am 1. März 2006 kam er zu seinem ersten Einsatz für Edmonton in der NHL. Es folgten zwei weitere Spiele, ehe er am 9. März zurück zu den Boston Bruins transferiert wurde. Dort bestritt er den Rest der regulären Saison im NHL-Team. Die Playoffs absolvierte der Stürmer bei deren AHL-Farmteam, den Providence Bruins.
Die Saison 2006/07 begann Stastny in der NHL, wurde aber mehrfach zurück nach Providence in die AHL geschickt. Im Januar 2007 wurde er für einen Draft-Wahlrecht zu den St. Louis Blues transferiert. Dort kam er jedoch während der Saison nicht mehr für St. Louis zum Einsatz und spielte für die Peoria Rivermen, dem AHL-Farmteam der Blues. Im September 2007 hatte Stastny die Möglichkeit, sich im Trainingscamp der Blues für einen Platz im NHL-Kader zu empfehlen, konnte sich jedoch nicht durchsetzen und wurde zurück in die AHL geschickt. Erst ein Jahr später gelang es ihm, sich einen Stammplatz im NHL-Kader der Blues zu erkämpfen. Nachdem er die Hälfte der Spielzeit 2008/09 bei den Rivermen und auch den Großteil der folgenden Spielzeit bei diesen verbracht hatte, tauschten ihn die Blues am 3. März 2010 gegen Pierre-Cédric Labrie von den Vancouver Canucks. Der Angreifer bestritt kein einziges Spiel für die Canucks, sondern kam in der AHL bei den Manitoba Moose zum Einsatz.
Im Juni 2010 wurde der US-Amerikaner vom HK ZSKA Moskau aus der Kontinentalen Hockey-Liga (KHL) verpflichtet. Im September 2011 wurde sein Vertrag mit dem ZSKA aufgelöst. Zwischen Oktober 2011 und dem Ende der Saison 2013/14 spielte er wieder für die Nürnberg Ice Tigers in der DEL. Nach einem Jahr beim schwedischen Klub Mora IK in der zweitklassigen HockeyAllsvenskan, kehrte Stastny im Sommer 2015 in die DEL zurück und schloss sich im Rahmen eines Probevertrages den Schwenninger Wild Wings an. Dieser Probevertrag wurde Ende August bis zum Saisonende verlängert. Ab Oktober 2016 stand Stastny anschließend für eine Spielzeit beim HC Vítkovice aus der tschechischen Extraliga unter Vertrag, danach ein Jahr beim EHC Lustenau in der Alps Hockey League. Im Sommer 2018 beendete der 35-Jährige seine aktive Karriere.

## Erfolge und Auszeichnungen
- 2001 Clark-Cup-Gewinn mit den Omaha Lancers
- 2005 Teilnahme am DEL All-Star Game

## Karrierestatistik

### International
Vertrat die USA bei:
- Weltmeisterschaft 2005
- Weltmeisterschaft 2006
- Weltmeisterschaft 2011

(Legende zur Spielerstatistik: Sp oder GP = absolvierte Spiele; T oder G = erzielte Tore; V oder A = erzielte Assists; Pkt oder Pts = erzielte Scorerpunkte; SM oder PIM = erhaltene Strafminuten; +/− = Plus/Minus-Bilanz; PP = erzielte Überzahltore; SH = erzielte Unterzahltore; GW = erzielte Siegtore; 1 Play-downs/Relegation; Kursiv: Statistik nicht vollständig)

## Familie

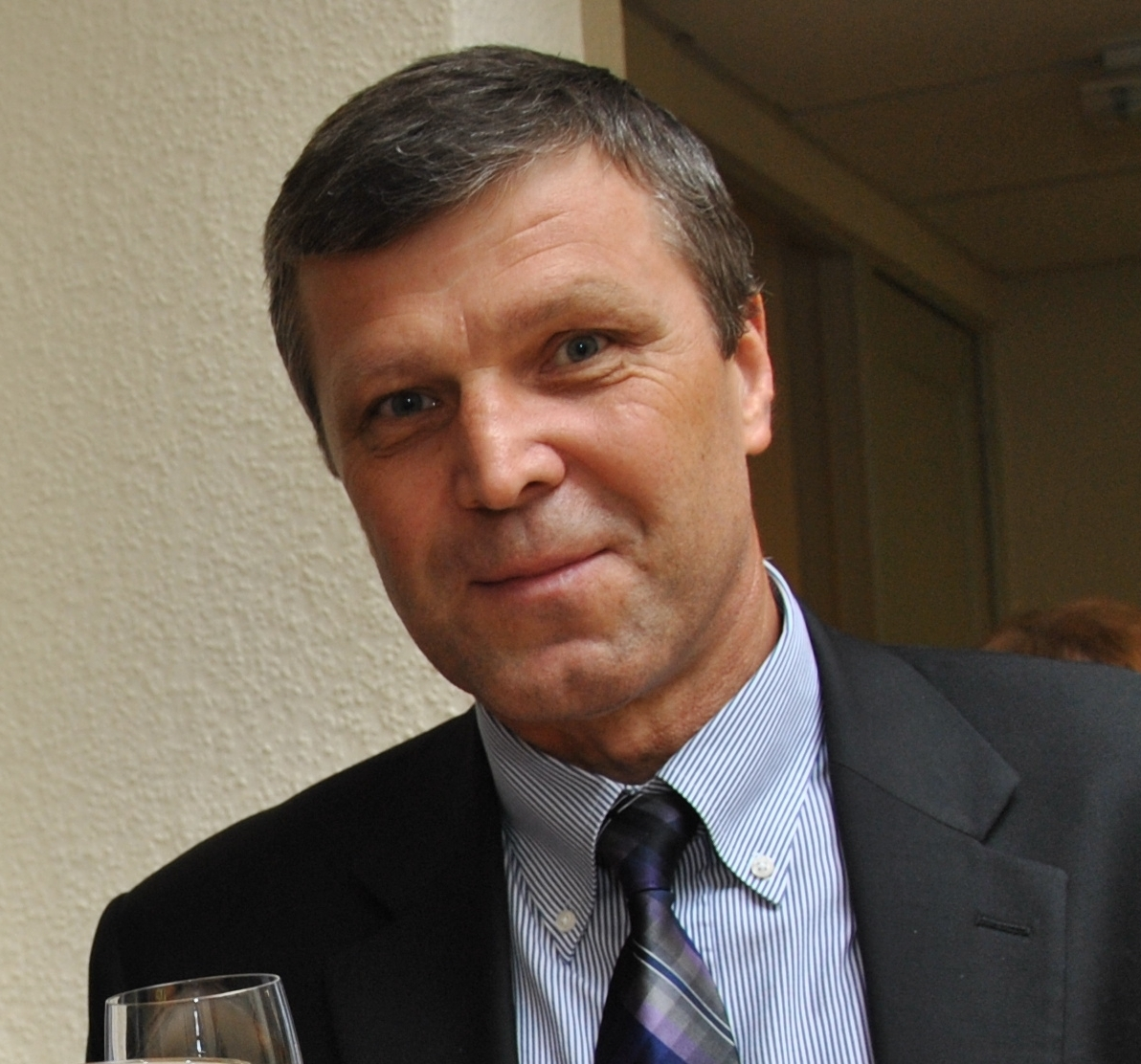
Stastnys Vater Peter (2011)

Yan Stastny stammt aus einer slowakischen Familie, die große NHL-Erfahrung hat. Sein Vater Peter Šťastný ging 1980 nach Nordamerika und spielte dort für die Québec Nordiques, die New Jersey Devils und die St. Louis Blues und besitzt seit 1984 die kanadische Staatsbürgerschaft. In 977 NHL-Spielen erzielte er 1239 Punkte und gehörte zu den besten Stürmern der achtziger Jahre. 1998 wurde er in die Hockey Hall of Fame aufgenommen. Zudem sperrten die Nordiques de Québec ihm zu Ehren die Trikotnummer 26, die er zehn Jahre getragen hatte. 2004 wurde er für die Slowakei als Abgeordneter ins Europäische Parlament gewählt.
Stastny hat noch zwei Onkel Anton und Marián. Anton spielte 650 Mal in der NHL für Québec und kam auf 636 Punkte, Marián bestritt 322 Spiele für Québec und Toronto bei 294 Scorerpunkten.
Yans jüngerer Bruder Paul wurde im NHL Entry Draft 2005 in der zweiten Runde von den Colorado Avalanche, dem Franchise für das schon sein Vater gespielt hatte als es noch in Québec beheimatet war, ausgewählt und absolvierte 2006/07 seine Rookie-Saison in der NHL, die sehr positiv verlief.
Nachdem Yan bei der Weltmeisterschaft 2005 für das Team der USA antrat, sind die Šťastnýs die einzige Eishockeyfamilie, die für vier unterschiedliche Länder an internationalen Turnieren teilgenommen hat. Vater Peter spielte zuerst für die Tschechoslowakei, nahm 1984 mit Kanada am Canada Cup teil, nachdem er die kanadische Staatsbürgerschaft erhalten hatte und spielte in den 1990er-Jahren für die Slowakei unter anderem bei den Olympischen Winterspielen 1994 im norwegischen Lillehammer.